# Salto del caballo
Pasatiempo gráfico que consiste en completar una frase realizando los movimientos clásicos del caballo de ajedrez. 
Sobre cada casilla de un tablero de ocho por ocho está escrita una sílaba. Partiendo de una posición determinada, el participante deberá realizar el recorrido completo del mismo sin repetir ninguna casilla. La serie de sílabas colocadas una detrás de otra proporcionará la frase deseada. 